# Machteld van Voorne
Machteld van Voorne (gestorven 12 maart 1372) was de dochter van Gerard van Voorne en Heilwich van Borselen. Ze was tweemaal getrouwd: 1323 met Dirk Loef (III) van Kleef, graaf van Hülchrath, heer van Kervenheim en Oedt (†1332) en in ±1336 met Dirk IV, heer van Monschau en Valkenburg (†1346). Beide huwelijken bleven kinderloos. Als vrouwe van Monschau, van Valkenburg, van Voorne en burggravin van Zeeland was zij een prominente vrouw in Holland, Zeeland, Gelre en het Rijn-Maasgebied.